# Eide
Eide – norweskie miasto i gmina leżąca w regionie Møre og Romsdal.
Eide jest 357. norweską gminą pod względem powierzchni.

## Demografia
Według danych z roku 2005 gminę zamieszkuje 3304 osób. Gęstość zaludnienia wynosi 21,66 os./km². Pod względem zaludnienia Eide zajmuje 258. miejsce wśród norweskich gmin.
| ludność stan na 1 stycznia 2005 |         |           |       |
|                                 | kobiety | mężczyźni | razem |
| osób                            | 1652    | 1652      | 3304  |
| %                               | 50%     | 50%       | 100%  |

| wykształcenie stan na 1 października 2004 |            |         |        |          |
|                                           | podstawowe | średnie | wyższe | nieznane |
| osób                                      | 662        | 1480    | 344    | 40       |
| %                                         | 26,21%     | 58,59%  | 13,62% | 1,58%    |

## Edukacja
Według danych z 1 października 2004:
- liczba szkół podstawowych (norw. grunnskolar): 4
- liczba uczniów szkół podstawowych: 504

## Władze gminy
Według danych na rok 2011 administratorem gminy (norw. rådmann) jest Per Einar Dyrnes, natomiast burmistrzem (norw. ordfører, d. borgermester) jest Arnfinn Storvik.